# 土关铺乡
土关铺乡是中国陕西省汉中市勉县下辖的一个乡。

## 行政区划
土关铺乡下辖以下行政区：
土关铺村、李家河村、沮水村、七里砭村、杜家坝村、龙王沟村、卓笔村、驿坝村、庙湾村、陡垭村、南沟门村